# Teising
Teising település Németországban, azon belül Bajorországban. Lakosainak száma 1806 fő (2023. december 31.).

## Népesség
A település népessége az elmúlt években az alábbi módon változott:
| Lakosok száma | 277  | 595  | 1084 | 1477 | 1872 | 1902 | 1920 | 1894 | 1836 | 1806 |
|               | 1875 | 1950 | 1975 | 1987 | 2012 | 2014 | 2016 | 2017 | 2021 | 2023 |